# 717 до н. е.

## Події
- Початок правління царя  Шутрук-Наххунте II в Еламі.
- Ассирійський цар Саргон II придушив повстання у Каркемиші та остаточно приєднав це царство до Ассирії.
- За давньомримською традицією після смерті легендарного царя Ромула почався короткий період міжцарів'я.

### Астрономічні явища
- 16 червня. Повне сонячне затемнення.[1]
- 10 грудня. Кільцеподібне сонячне затемнення.[1]

## Померли
- За давньоримською традицією, Ромул, легендарний перший цар Риму